# Ellen Prins
Ellen Prins is een personage uit de Harry Potter-boeken van Joanne Rowling.
Ellen Prins is een heks en de moeder van Severus Sneep, een leraar op Zweinstein. Ze is getrouwd met Tobias Sneep, een Dreuzel. Er is niet zoveel bekend over haar, we weten wel dat ze op Zweinstein heeft gezeten, waarschijnlijk in Zwadderich. Ze heeft ooit een prijs gewonnen, dat heeft  Hermelien ontdekt toen ze zocht naar informatie over de identiteit van de 'Halfbloed Prins'. Op de foto is te zien dat ze een erg norse vrouw lijkt.